# Songs of Innocence and of Experience

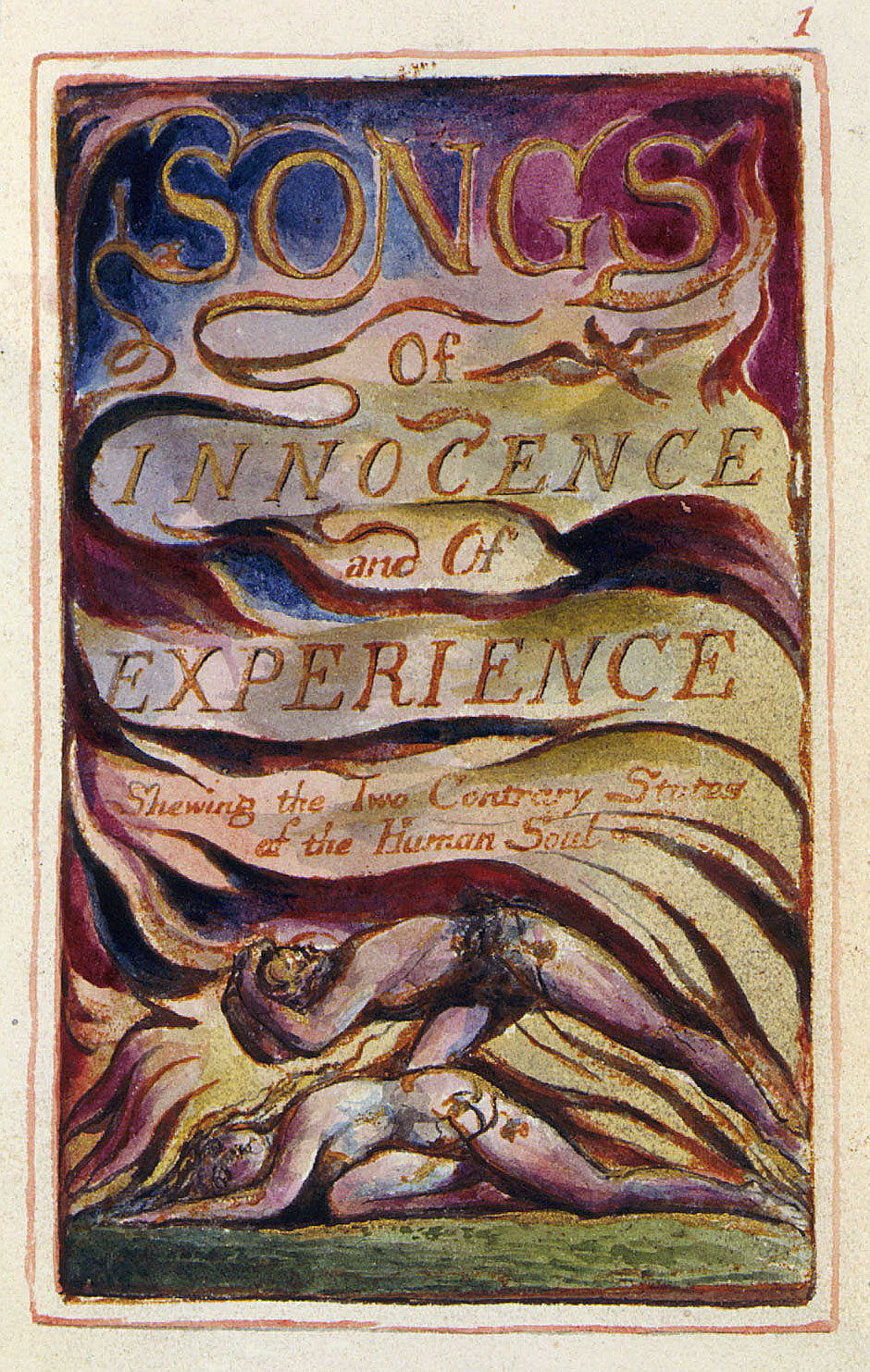
Titelblad van 'Songs of Innocence and of Experience'

Songs of Innocence and of Experience is een verzameling gedichten van de Engelse schrijver, dichter en graveur William Blake. Het behoort tot zijn populairdere werken omdat deze lyrische gedichten toegankelijker zijn dan zijn overige soms duistere en met mystiek en symboliek gevulde werken.
De uiteindelijke bundel ontstond in twee fasen. Het eerste deel, getiteld Songs of Innocence, verscheen in 1789 en omvatte 19 gedichten, door de schrijver zelf voorzien van illustraties. De titel verwijst naar de onschuld van met name jonge kinderen en het geloof in het goede van de wereld, hoewel niet onaangetast door de wereld om hen heen.
Het tweede deel, Songs of Experience, werd voltooid in 1794, wederom met illustraties van de dichter zelf. Het bevat 26 gedichten. Dit deel werd niet apart gepubliceerd, maar toegevoegd aan het eerdere deel. De beide delen werden gepubliceerd onder de titel Songs of Innocence and of Experience Showing the Two Contrary States of the Human Soul.
De titel duidt aan dat er sprake is van een contrastwerking. De onschuld wordt gesteld tegenover de hardere wereld van de door ervaring getekende mens. Zo zijn er bijvoorbeeld de gedichten 'The Little Boy Lost' en 'The Little Boy Found'; 'The Lamb' vindt zijn contrasten in 'The Tyger' en 'The Fly'. De tegenstelling tussen de twee werelden vindt ook duidelijk uiting in de twee gedichten onder de titel 'The Chimney Sweeper'. Duidelijk wordt hier hoe de hoopvolle wereld kan leiden tot teleurstellingen als de mens te maken krijgt met angsten, onzekerheden en corruptie en met hogere machten, waarbij Blake zijn kritiek op onder meer de kerk en de staat niet onder stoelen of banken steekt.
Zie ook:
- The Chimney Sweeper
- Nurse's Song
- The Echoing Green
- The Lamb
- Holy Thursday
- The Garden of Love
- The Little Black Boy
- The Tyger
- Infant Joy

De Amerikaanse componist William Bolcom schreef aan de hand van de teksten zijn gelijknamige oratorium.